# برت (نام کوچک)
برت (به انگلیسی: Burt) یک نام کوچک و همچنین شکل کوتاه‌شدهٔ نام‌هایی چون برتون و هربرت است.
برت ممکن است به یکی از افراد زیر اشاره داشته باشد:
- بارت کووک (۱۹۳۰ – ۲۰۱۶)، هنرپیشه اهل بریتانیا
- برت بکراک (متولد ۱۹۲۸)، موسیقی‌دان اهل ایالات متحده آمریکا
- برت روتان (متولد ۱۹۴۳)، مهندس هوافضا
- برت رینولدز (۱۹۳۶–۲۰۱۸)، هنرپیشه اهل ایالات متحده آمریکا
- برت کندی (۱۹۲۲ – ۲۰۰۱)، کارگردان، و فیلم‌نامه‌نویس اهل ایالات متحده آمریکا
- برت لنکستر (۱۹۱۳–۱۹۹۴)، بازیگر و تهیه‌کنندهٔ آمریکایی
- برت وارد (متولد ۱۹۴۵)، هنرپیشه، و صداپیشه اهل ایالات متحده آمریکا
- برت یانگ (متولد ۱۹۴۰)، هنرپیشه اهل ایالات متحده آمریکا